# Andreas Kalvos
Andreas Kalvos (în greacă Ἀνδρέας Κάλβος, n. aprilie 1792, Zakynthos, Peloponez, Grecia de Vest și Insulele Ionice⁠(d), Grecia – d. 3 noiembrie 1869, Louth, Lincolnshire, Anglia, Regatul Unit al Marii Britanii și Irlandei) a fost un poet și dramaturg grec, alături de Dionysios Solomos, cel mai însemnat al liricii neogrecești din secolul al XIX-lea.

## Opera
În scrierile sale, evocă mai ales valorile naționale.
- 1813:  Theramenes, Danaides și Hippias ("Θηραμένης, Δαναϊδες, Ιππίας")
- 1824: Lira ("Λύρα")